# Hipótesis de simulación

Simulación del concepto de cerebro en una cubeta.

La hipótesis de la simulación, argumento de simulación o simulismo, propone que toda la existencia es una realidad simulada, como una simulación computarizada. Esta simulación podría contener mentes conscientes que podrían saber o no que viven dentro de una simulación. Esto difiere bastante del concepto tecnológicamente realizable de realidad virtual, fácilmente distinguible respecto de la experiencia de la realidad actual. La realidad simulada, por el contrario, sería difícil o imposible de separar de la supuesta realidad «verdadera». Mucho se ha debatido sobre este tema, desde el discurso filosófico hasta las aplicaciones prácticas en informática.
Popularizada por Nick Bostrom en su concepción actual, se parece a varios otros escenarios escépticos de la historia de la filosofía. La idea de que tal hipótesis es compatible con todas las experiencias perceptivas humanas se considera que tiene importantes consecuencias epistemológicas en ese terreno.
La hipótesis desarrolla la característica del dios maligno de René Descartes, pero la lleva más allá por analogía en una realidad simulada futura. La misma tecnología ficticia aparece, en parte o totalmente, en películas de ciencia ficción como Star Trek, Dark City, The Thirteenth Floor, Matrix, Abre los ojos, Vanilla Sky, Total Recall, Inception y Source Code.
La hipótesis popularizada por Bostrom es muy discutida con, por ejemplo, la física teórica Sabine Hossenfelder, quien la calificó de pseudociencia, y el cosmólogo George F. R. Ellis, quien afirmó que «[la hipótesis] es totalmente impracticable desde un punto de vista técnico» y que «los protagonistas parecen haber confundido la ciencia ficción con la ciencia. Una discusión nocturna de pub no es una teoría viable».

## Orígenes
Existe una historia científica y filosófica extensa sobre la tesis de que la realidad es una ilusión. Esta hipótesis escéptica (que en el pensamiento occidental proviene de Parménides, Zenón de Elea y Platón y en el pensamiento oriental en el concepto de Maya en el Advaita Vedanta) prefigura el dualismo mente-cuerpo de Descartes, y está relacionada estrechamente con el fenomenalismo, una instancia adoptada brevemente por Bertrand Russell. 
En un sentido más estricto se ha convertido en un tema importante en la ciencia ficción y recientemente se ha vuelto un tema para la futurología, en particular para el transhumanismo a través del trabajo de Nick Bostrom.
La hipótesis de simulación es una materia de debate académico serio dentro del campo del transhumanismo.

### Simulación de los antepasados

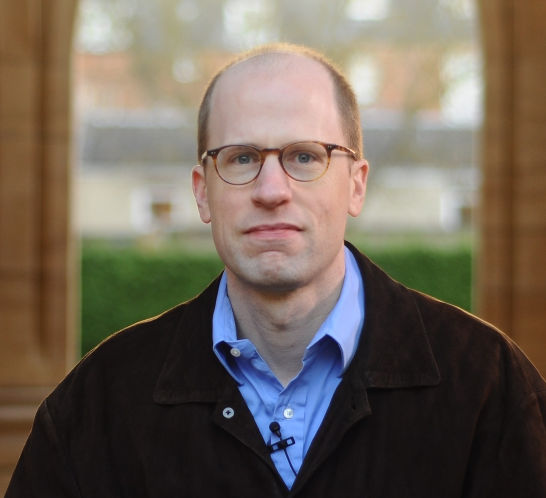
Nick Bostrom

En su forma actual, el argumento de simulación comenzó en 2003 con la publicación de un artículo de Nick Bostrom. Bostrom considera que el argumento va más allá del escepticismo, afirmando que «... tenemos razones empíricas interesantes para creer que una cierta afirmación disyuntiva sobre el mundo es verdad», una de las proposiciones disyuntivas es la de que casi seguramente estamos viviendo en una simulación. Al tomar esta posición, uno podría ver la hipótesis de simulación como un mundo posible, el cual, de acuerdo al realismo modal de David Lewis sería tan válido como este mundo. Bostrom y otros escritores postulan que hay razones empíricas por las cuales la hipótesis de simulación podría ser válida. Está relacionado con la hipótesis Omphalos en la teología. El trilema señala que una civilización «post-humana» tecnológicamente madura tendría un enorme poder de cálculo; si incluso un pequeño porcentaje de ellos debiera ejecutar «simulaciones de antepasados» —es decir, simulaciones de alta fidelidad de la vida ancestral que serían indistinguibles de la realidad al ancestral simulado— el número total de antepasados simulados, o «Sims», en el universo —o multiverso (si existe)— sería muy superior al número total de ancestros reales. 
El trilema de Bostrom se formula con una lógica temporal, donde al menos una de las siguientes tres proposiciones es casi seguramente cierta:
«Una civilización “posthumana” madura tendría una capacidad de computación enorme. Basado en este hecho empírico, el argumento de simulación muestra que al menos una de las siguientes proposiciones es verdad:
1. La fracción de civilizaciones de nivel humano que alcancen un estado posthumano (es decir, capaz de ejecutar simulaciones de antepasados de alta fidelidad) es muy cercana a cero; o
2. La fracción de civilizaciones posthumanas que están interesadas en ejecutar simulaciones de ancestros es muy cercana a cero; o
3. La fracción de todas las personas con nuestra clase de experiencias que están viviendo en una simulación es muy cercana a uno.»

Bostrom continúa usando un tipo de razonamiento antrópico para afirmar que si la tercera proposición es la de esos tres que es verdadera y casi todas las personas con nuestro tipo de experiencias viven en simulaciones, entonces casi seguramente vivimos en una simulación. Bostrom afirma que su argumento va más allá de la antigua «hipótesis escéptica» clásica, afirmando que «[...] tenemos interesantes razones empíricas para creer que una cierta pretensión disyuntiva sobre el mundo es verdadera»; la tercera de las tres proposiciones disyuntivas es que estamos «casi seguramente viviendo en una simulación». Así, Bostrom y escritores de acuerdo con Bostrom, como David Chalmers, sostienen que podría haber razones empíricas para la «hipótesis de la simulación», y que, por lo tanto, la hipótesis de la simulación no es una hipótesis escéptica sino más bien una «hipótesis metafísica». Bostrom declara que personalmente no ve un argumento sólido para cuál de las tres proposiciones del trilemma es la verdadera:
«Si (1) es verdadera, entonces es casi seguro que nos extinguiremos antes de alcanzar la posthumanidad. Si (2) es verdadera, entonces debe existir una fuerte convergencia en los destinos de civilizaciones avanzadas de tal manera que virtualmente ninguna contenga ningunos individuos relativamente adinerados que deseen ejecutar simulaciones de ancestros y que sean libres de hacerlo. Si (3) es verdadera, entonces es casi seguro que vivimos en una simulación. En el bosque oscuro de nuestra ignorancia actual, parece sensato distribuir el crédito igualmente entre (1), (2) y (3).
A menos que realmente vivamos en una simulación, nuestros descendientes casi seguramente nunca ejecutarán una simulación de ancestros».
Como corolario del trilemma, Bostrom declara que «a menos que ahora vivamos en una simulación, nuestros descendientes casi nunca ejecutarán una simulación de antepasados».
Chalmers, en La Matrix como metafísica está de acuerdo en que ésta no es una hipótesis escéptica sino una hipótesis metafísica. Chalmers identifica también tres hipótesis separadas, las cuales, al combinarse, dan como resultado lo que el llama la hipótesis de la Matrix; la noción de que la realidad no es más que una simulación por computador:
- La hipótesis del creacionismo, por la cual «el espacio-tiempo físico y su contenido fueron creados por seres fuera del espacio-tiempo físico».[15]

El término simulismo parece que ha sido acuñado por Ivo Jansch en el mes de septiembre de 2006. Sus sitios web invitan a contribuir con ensayos, comentarios y discusiones.

### Segunda ley de la infodinámica
Melvin Vopson, Doctor en Física por la Universidad de Lancashire, actualmente adscrito a la Universidad de Portsmouth, equipara la información con la energía y la materia, incluida la materia oscura. Observa que la información no rige el segundo principio de la termodinámica, sino que la entropía en los sistemas de información permanece constante o disminuye. En consecuencia, establece la segunda ley de la dinámica de la información, o infodinámica. Ley que explicaría comportamientos en genética, biología evolutiva, virología, seguimiento de pandemias, la distribución de los elementos en la tabla periódica, la organización de los electrones, la expansión del universo y su posible enfriamiento progresivo, la simetría del universo, etc. Este enfoque, en el que se elimina el exceso de información, se asemeja al proceso en el que una computadora elimina o comprime el código de desecho para ahorrar espacio de almacenamiento y optimizar el consumo de energía. Y como consecuencia apoya la hipótesis del universo simulado.  

## Críticas al planteamiento de Bostrom

### Crítica al razonamiento antrópico de Bostrom
Bostrom argumenta que si “la fracción de personas con nuestro tipo de experiencias que están viviendo en una simulación es muy cercana a uno”, entonces por consiguiente es probable que la humanidad viva en una simulación. Algunos filósofos están en desacuerdo, proponiendo que tal vez los “Sims” no tienen experiencias conscientes de la misma forma que los humanos no simulados, o que por otra parte puede ser evidente en sí mismo para un humano que es un humano en vez de un Sim. El filósofo Barry Dainton modifica el trilema de Bostrom sustituyendo las “simulaciones neuronales de ancestros” (que varían desde literalmente cerebros en tinas  a humanos de un futuro lejano con alucinaciones inducidas de alta fidelidad de que ellos mismos son sus propios ancestros lejanos) por las “simulaciones de ancestros” de Bostrom, con el fundamento de que todas escuelas de pensamiento filosóficas aceptan que simulaciones neuronales  de ancestros con tecnología lo suficientemente avanzada serían indistinguibles de experiencias no simuladas. Incluso si los Sims de ordenadores de alta fidelidad no son conscientes nunca, el razonamiento de Dainton lleva a la siguiente conclusión: o la fracción de civilizaciones humanas que alcanzan una fase post-humana y son capaces y están dispuestas a llevar a cabo un gran número de simulaciones neuronales de ancestros es cercana cero; o algún tipo de (posiblemente neuronal) simulación de ancestros ya existe.
Varios académicas rechazan categóricamente el razonamiento antrópico, tachándolo de “meramente filosófico”, infalsificable, o inherentemente acientífico
Algunos críticos proponen que la simulación puede darse en la primera generación, y todas las personas simuladas que serán creadas algún día todavía no existen, de acuerdo a la filosofía del presentismo. 
El cosmólogo Sean M. Carroll argumenta que la hipótesis de la simulación lleva  a contradicciones: si los humanos son típicos, como se asume, e incapaces de llevar a cabo simulaciones, esto contradice la suposición de que es sencillo para nosotros prever que las civilizaciones futuras probablemente serán capaces de hacerlo.
El físico Frank Wilczek hace una objeción empírica, afirmando que las leyes del universo tienen una complejidad oculta que "no se utiliza para nada" y las leyes están limitadas por el tiempo y la ubicación; todo esto siendo innecesario y extraño en una simulación. Sostiene además que el argumento de la simulación equivale a "una petición de principio", debido a la "pregunta embarazosa" de la naturaleza de la realidad subyacente en la que se simula este universo. "Está bien, si este mundo es una simulación, ¿de qué está hecho el objeto simulado? ¿Cuáles son las leyes para eso?".
Se ha argumentado que los humanos no pueden ser los simulados, ya que el argumento de la simulación pone a sus descendientes como aquellos ejecutan las simulaciones. En otras palabras, se ha argumentado que la probabilidad de que los humanos vivan en un universo simulado no es independiente de la probabilidad previa que se asigna a la existencia de otros universos.

### Argumentos contra la teoría desde el trilema
Algunos académicos aceptan el trilema y sostienen que la primera o la segunda proposición son verdaderas, mientras que la tercera (la proposición de que los humanos viven en una simulación) es falsa. El físico Paul Davies utiliza el trilema de Bostrom como parte de un posible argumento contra un multiverso casi infinito. El argumento es el siguiente: si hubiera un multiverso casi infinito, habría civilizaciones posthumanas ejecutando simulaciones de ancestros, lo que llevaría a la conclusión insostenible y científicamente contraproducente de que los humanos viven en una simulación; por lo tanto, por reducción al absurdo, las teorías existentes sobre el multiverso probablemente sean falsas. (A diferencia de Bostrom y Chalmers, Davies, entre otros, considera que la hipótesis de la simulación es contraproducente).
Algunos señalan que actualmente no existe ninguna prueba de tecnología que facilite la existencia de una simulación de ancestros con una fidelidad lo suficientemente alta. Además, no hay pruebas de que sea físicamente posible o factible que una civilización posthumana cree tal simulación y, por lo tanto, por el momento, la primera proposición debe considerarse verdadera. Además, existen límites de cálculo
El físico Marcelo Gleiser se opone a la idea de que los posthumanos tendrían razón para ejecutar universos simulados: "... al ser tan avanzados, habrían recopilado suficiente conocimiento sobre su pasado como para tener poco interés en este tipo de simulación... Es posible que existan"Museos de realidad virtual, donde podían ir y experimentar las vidas y tribulaciones de sus antepasados. ¿Pero una simulación completa  que consume recursos de un universo entero? Suena a una colosal pérdida de tiempo". Gleiser también señala que no hay ninguna razón plausible para detenerse en un nivel de simulación, de modo que los ancestros simulados también puedan estar simulando a sus ancestros, y así sucesivamente, creando una regresión infinita similar al "problema de la Primera Causa".
Además de intentar evaluar si la hipótesis de la simulación es verdadera o falsa, los filósofos también la han utilizado para ilustrar otros problemas filosóficos, especialmente en metafísica y epistemología. David Chalmers ha argumentado que los seres simulados podrían preguntarse si sus vidas mentales están gobernadas por la física de su entorno, cuando en realidad estas vidas mentales se simulan por separado (y, por lo tanto, no están gobernadas por la física simulada). Chalmers afirma que eventualmente podrían descubrir que sus pensamientos no tienen una causa física, y sostiene que esto significa que el dualismo cartesiano no es necesariamente una visión filosófica tan problemática como comúnmente se supone, aunque no lo respalda. Se han presentado argumentos similares a favor de puntos de vista filosóficos sobre la identidad personal que dicen que un individuo podría haber sido otro ser humano en el pasado, así como puntos de vista sobre los qualia que dicen que los colores podrían haber aparecido de manera diferente a como lo hacen (el escenario del espectro invertido). En ambos casos, la afirmación es que todo lo que esto requeriría es conectar las vidas mentales a la física simulada de una manera diferente.

## Defensores de la teoría
Elon Musk, director ejecutivo de Tesla y SpaceX, cree firmemente en la hipótesis de la simulación. En un podcast con Joe Rogan, Musk dijo: "Si se asume algún tipo de mejora, los videojuegos acabarán siendo indistinguibles de la realidad" antes de concluir "que lo más probable es que estemos en una simulación". En conferencias y eventos, Musk también ha especulado que la probabilidad de que vivamos en una realidad simulada o en una computadora hecha por otros es aproximadamente del 99,9%, y afirmó en una entrevista de 2016 que creía que había "una probabilidad entre mil millones de que estemos en la base". realidad."
Otro defensor de la hipótesis es el astrofísico Neil deGrasse Tyson, quien dijo en una entrevista de NBC News que la hipótesis era correcta, dando "probabilidades mayores de 50-50" y agregó: "Me gustaría poder presentar un argumento sólido en contra, pero no encuentro ninguno." Sin embargo, en una entrevista posterior con Chuck Nice en un episodio de StarTalk en YouTube, Tyson compartió que su amigo J. Richard Gott, profesor de ciencias astrofísicas en la Universidad de Princeton, le hizo consciente una fuerte objeción a la hipótesis de la simulación. La objeción afirma que el rasgo común que poseen todos los universos hipotéticos simulados de alta fidelidad es la capacidad de producir universos simulados de alta fidelidad. Y dado que nuestro mundo actual no posee esta capacidad, significaría que o los humanos están en el universo real y, por lo tanto, aún no se han creado universos simulados, o que los humanos son los últimos de una larguísima cadena de universos simulados, una observación que hace que la hipótesis de la simulación parezca menos probable.